# All Africa Conference of Churches
Die All Africa Conference of Churches (AACC), im frankophonen Raum Conférence des Églises de toute l’Afrique (CETA), ist eine ökumenische Einrichtung, die mehr als 120 Millionen afrikanische Christen in 169 nationalen Kirchen und regionalen Einrichtungen repräsentiert. Ihr gegenwärtiger Generalsekretär ist Fidon Mwombeki, Pfarrer der Evangelisch-Lutherischen Kirche in Tansania.
Das Hauptquartier der AACC befindet sich in Nairobi, Kenia. Ein regionales Büro existiert in Lomé, Togo.

## Geschichte
Eine Konferenz kirchlicher Organisationen in Afrika, die 1958 in Ibadan (Nigeria), durch den ökumenisch engagierten Presbyterianer Akanu Ibiam ins Leben gerufen wurde, führte zur Gründung der AACC. Diese tagte erstmals am 20. April 1963 in Kampala (Uganda) unter dem Motto: „Freiheit und Einigkeit in Christus“. Die Delegierten thematisierten die postkoloniale Situation in Afrika und kritisierten den nationalistischen Geist, der damals viele afrikanische Staaten durchdrang. Sie forderten dazu auf, die Teilungen des Kontinents zu überwinden und „mit ganzem Herzen am Aufbau der afrikanischen Nation teilzunehmen“. In der Folgezeit unterstützte die AACC nationale und regionale Kirchen darin, im Prozess der Dekolonisierung und ökonomischen Aufbau ihrer Länder mitzuwirken. So spielte sie eine signifikante Rolle bei der Beseitigung des südafrikanischen Apartheidregimes. Heutzutage stehen in der AACC Themen wie Armutsbekämpfung und soziale Gerechtigkeit, der Kampf gegen die HIV/AIDS-Pandemie sowie internationale Beziehungen unter den Gesichtspunkten Ökonomie, Ethik und Moral im Vordergrund. Ziel ist es hierbei, die regionalen Kirchen in ein kohärentes internationales Netzwerk zu integrieren.
Seit ihrer Gründung tagte die AACC in verschiedenen afrikanischen Städten. Bei der Generalversammlung in Yaoundé (Kamerun) 2003, die nach enttäuschenden Dekaden innerafrikanischer Zerwürfnisse, von Kriegen, Bürgerkriegen und Korruption stattfand, lautete das Leitwort „Come Let Us Rebuild“ (Kommt, lasst uns wiederaufbauen). Damit knüpfte die AACC an den Aufruf der Gründungsversammlung in Kampala an, „mit ganzem Herzen am Aufbau der afrikanischen Nation teilzunehmen“. Vom 7. bis zum 12. Dezember 2008 tagte die Konferenz in Maputo (Mosambik). Der 50. AACC-Gründungstag wurde vom 3. bis zum 10. Juni 2013 auf der Generalversammlung in Kampala gefeiert. Die elfte Generalversammlung fand vom 1. bis zum 7. Juli 2018 in Kigali in Ruanda statt, die zwölfte Generalversammlung 2023 in Abuja (Nigeria).